# Абашев-Константиновский, Авраам Львович
Авраам Львович Абашев-Константиновский (27 декабря 1900, Белая Церковь Киевская губерния, Российская империя — 26 августа 1977, Киев, СССР) — советский психиатр. Доктор медицинских наук (1938), профессор (1939). Автор исследований по клинике шизофрении, черепно-мозговых травм, психопатологии опухолей головного мозга, расстройств сознания при органических поражениях головного мозга.

## Биография
В 1927 окончил Киевский медицинский институт. Работал в Ленинградском (1927-30), в Киевском психоневрологическом институтах: старший научный сотрудник (1930-34); в Киевском медицинском институте: заведующий кафедрой психиатрии санитарно-гигиенического факультета (1934-39); 1935-41, 1945-50 — заведующий клиникой НИИ психоневрологии; одновременно в 1947-50 — заведующий отделом патологической психологии НИИ психологии; 1950-77 — заведующий отделом органической психопатологии Украинского НИИ нейрохирургии.

## Научные труды
- «Моторные нарушения при шизофрении» (1939);
- «Воздушная контузия мозга». Рига, 1945;
- «За здоровий побут молоді». К., 1954;
- «Психічні порушення при органічних захворюваннях головного мозку». К., 1959;
- «Психопатология при опухолях головного мозга». Москва, 1973